# Jack Hughes (cầu thủ bóng đá)
Jack Hughes (1866 – sau năm 1890) là một cầu thủ bóng đá người Anh thi đấu ở Football Alliance cho Small Heath. Sinh ra ở Birmingham, Hughes chơi bóng cho Birmingham Unity trước khi gia nhập Small Heath vào tháng 8 năm 1890. Ông chỉ thi đấu một trận ở Football Alliance, trong trận mở màn của mùa giải 1890-91, thi đấu ở vị trí trung vệ thay cho Caesar Jenkyns; Small Heath thất bại 5-2 trên sân khách trước Walsall Town Swifts.